# Зелёная оропендола
Зелёная оропендола (лат. Psarocolius viridis) — вид птиц из семейства трупиаловых. Подвидов не выделяют.

## Описание
Самец зелёной оропендолы достигает в длину около 43 см и весит около 400 г, а самка — около 37 см и 200 г. Голова, грудь и спина бледно-оливково-зелёные, крылья серовато-зелёные, оперение надхвостья и нижняя часть тела каштановые. Центральные перья хвоста чёрного цвета, а внешние жёлтого. Клюв бледный, с оранжевым кончиком. Радужки бледно-голубые, на затылке имеется незаметный гребень.

## Распространение
Зелёная оропендола очень широко распространена во влажных тропических лесах Южной Америки. Её ареал включает в себя Колумбию, Венесуэлу, Гайану, Суринам, Французскую Гвиану, Бразилию, Эквадор, Боливию и Перу.

## Поведение
Зеленые оропендолы — стайные колониальные птицы, обитающие в пологах леса и строящие длинные гнезда в форме мешка, которые свисают с ветвей дерева. Птицы полигамны.
На гнездах зеленых оропендол иногда паразитирует большая воловья птица, которая откладывает яйца в их гнезда.
Это всеядная птица, которая питается плодами и насекомыми, добываемыми ей среди листьев и ветвей. Плоды поедает целиком. Действует как распространитель семян, роняя их на землю.
Было замечено, что зелёные оропендолы следуют за небольшими группами красногорлых чёрных каракар. Каракары разоряют осиные гнезда, а оропендолы следуют вслед за ними в течение нескольких часов, питаясь вспугнутыми насекомыми.

## Популяция
Популяция данного вида стабильна.

## Продолжительность поколения
Продолжительность поколения составляет 4,6 года.